# مارة (حالمين)

تعديل مصدري - تعديل

مارة هي إحدى قرى عزلة حبيل الريدة بمديرية حالمين التابعة لمحافظة لحج، بلغ تعداد سكانها 147 نسمة حسب تعداد اليمن لعام 2004.